# Deklaracja moskiewska

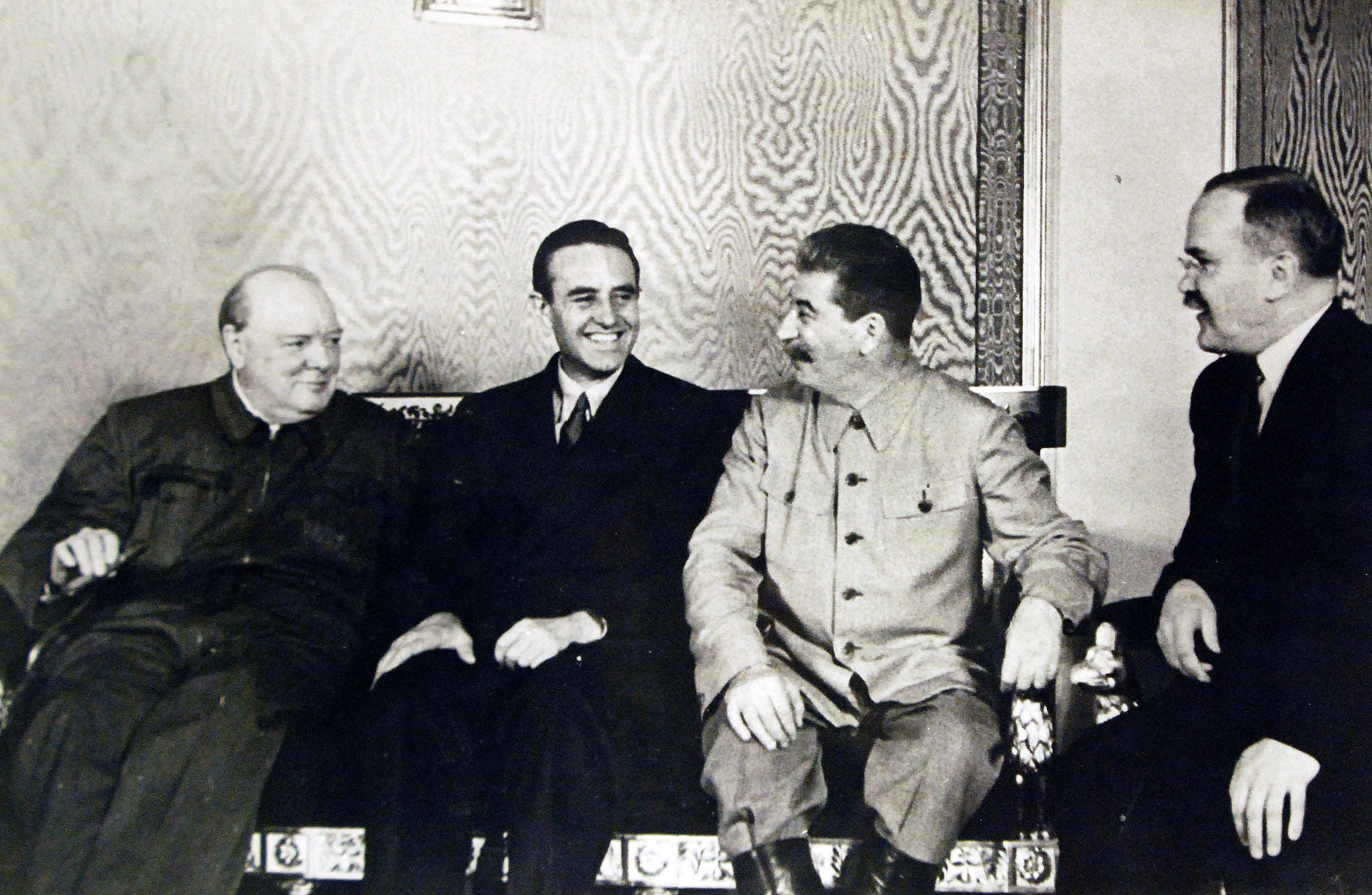
Zdjęcie przedstawiające uczestników konferencji, podczas której uchwalono deklarację.

Deklaracja moskiewska – dokument podpisany 30 października 1943 podczas konferencji moskiewskiej, zwany też „deklaracją czterech mocarstw”, gdyż został uzgodniony przez cztery sprzymierzone mocarstwa: Związek Socjalistycznych Republik Radzieckich, Stany Zjednoczone, Wielką Brytanię i Republikę Chińską. Dotyczyła utworzenia Organizacji Narodów Zjednoczonych (głosiła konieczność powołania organizacji dostępnej dla wszystkich krajów miłujących pokój i opartej na ich suwerennej równości, oraz stawiającej sobie za cel utrzymanie pokoju i bezpieczeństwa).
Deklaracja moskiewska zawierała także ustęp na temat hitlerowskich zbrodni wojennych (którego nie podpisały Chiny). Ustęp ten stwierdzał, że w przypadku zawarcia jakiegokolwiek rozejmu z jakimkolwiek rządem niemieckim wszyscy Niemcy, którzy brali udział w zbrodniach popełnionych na terenach okupowanych przez III Rzeszę, będą wydani krajom, na których obszarze popełnili zbrodnie i przestępstwa, w celu osądzenia ich przez sądy tych krajów. Deklaracja przestrzegała Niemcy przed popełnianiem dalszych zbrodni, zapowiadając, że sprawcy zbrodni będą ścigani „aż do krańców świata”. Deklaracja zaznaczała także, że kwestia osądzenia zbrodniarzy wojennych, „których przestępstwa nie są umiejscowione geograficznie”, zostanie rozstrzygnięta później. Deklaracja moskiewska stanowi główną podstawę formalną do ścigania, sądzenia i karania zbrodniarzy wojennych. Na jej mocy został utworzony Międzynarodowy Trybunał Wojskowy w Norymberdze, który osądził i ukarał wielu zbrodniarzy wojennych. Stanowiła również podstawę ich ekstradycji, w celu osądzenia, z okupowanych Niemiec do poszczególnych krajów, w których w czasie okupacji popełnili zbrodnie.
Deklaracja ta głosiła także, że Austria jest państwem niepodległym, Anschluss był nielegalny i będzie odwrócony, a Włochy powinny zrzucić jarzmo faszyzmu i stać się państwem demokratycznym.